# Д-20 (двигатель)
Д-20 — первый советский двухконтурный двухвальный турбореактивный авиационный двигатель, выпускавшийся серийно.

## История создания и эксплуатация
Разработка двигателя была начата в 1955 году под руководством П. А. Соловьёва. Основой его конструкции послужил экспериментальный двухвальный ТРД для бомбардировщика М-4.
Двигатель, получивший название Д-20П, прошёл Государственные испытания в 1960 году и с 1962 по 1979 год эксплуатировался на самолёте Ту-124. Модификация Д-20ПО испытывалась на самолёте Ту-110Б.
Двигатель выпускался с 1959 по 1979 год на ОАО «Пермский моторный завод». Было изготовлено более 700 экземпляров.

## Конструкция
Д-20П состоит из одиннадцатиступенчатого двухкаскадного осевого компрессора, который включает в себя трёхступенчатый компрессор низкого давления и восьмиступенчатый компрессор высокого давления, трубчато-кольцевой камеры сгорания с 12 жаровыми трубами, одноступенчатой турбины компрессора и двухступенчатой турбины вентилятора, а также сопла с раздельными потоками газа из контуров.
Ротор низкого давления 4-опорный и состоит из 2 частей: ротора компрессора и ротора турбины, соединённых шлицами и стяжным болтом. Ротор компрессора низкого давления барабанный, лопатки крепятся к барабану «ласточкиным хвостом», осевая фиксация осуществляется радиальными штифтами. Ротор компрессора высокого давления дискового типа. Лопатки крепятся к дискам «ласточкиным хвостом», диски крепятся к ротору шлицевым соединением.